# Martin Schweizer
Martin Schweizer (* 3. Mai 1961 in Zürich) ist ein Schweizer Mathematiker, der sich mit Stochastik und Finanzmathematik befasst.

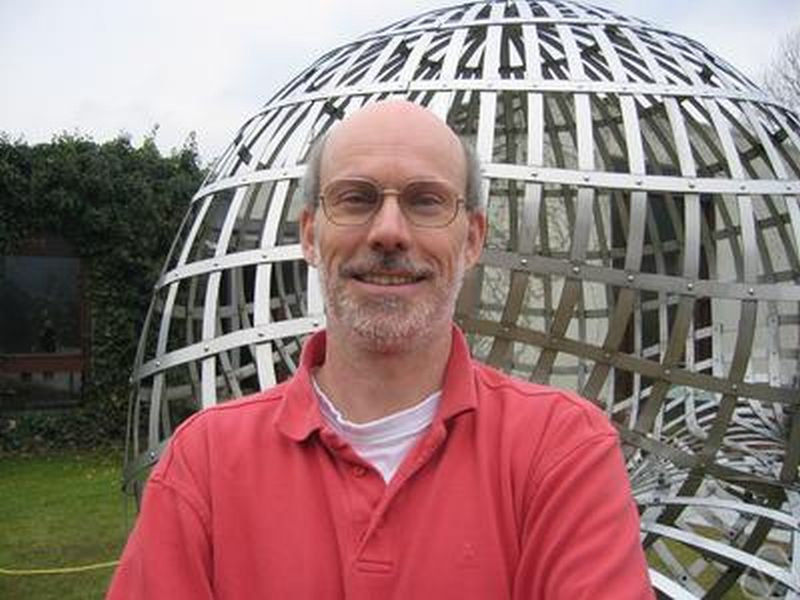
Martin Schweizer, Oberwolfach 2008

Schweizer studierte an der ETH Zürich mit dem Diplom 1984 und der Promotion bei Hans Föllmer 1988 (Hedging of Options in a General Semimartingale Model). Die Dissertation erhielt wie schon zuvor sein Diplom den Walter Saxer Insurance Prize. Als Post-Doktorand war er bis 1991 an der Universität Bonn und danach bis 1993 an der Universität Göttingen, an der er sich 1993 habilitierte (Approximating Random Variables by Stochastic Integrals, and Applications in Financial Mathematics). Nachdem er 1992 Gastprofessor in Frankfurt war, wurde er 1994 Professor in Göttingen und Ende 1994 an der TU Berlin, war 2001 bis 2003 Professor an der Ludwig-Maximilians-Universität München und ist seit 2003 Professor für Mathematik an der ETH Zürich. Ausserdem ist er seit 2009 Professor am Swiss Finance Institute.
Er befasst sich mit Finanzmathematik, Stochastischer Analysis und Theorie von Martingalen. Nach ihm und Hans Föllmer ist die Föllmer-Schweizer-Zerlegung benannt.
1997 erhielt er den Rollo-Davidson-Preis und 2003 den David Garrick Halmstad Prize für die beste Arbeit in Versicherungsmathematik 2001. Er ist Herausgeber von Finance and Stochastics und Mitherausgeber von Mathematical Finance und 2000 bis 2012 von The Annals of Applied Probability.

## Schriften (Auswahl)
- Option Hedging for Semimartingales, Stochastic Processes and their Applications, Band 37, 1991, S. 339–363;
- Martingale Densities for General Asset Prices, Journal of Mathematical Economics, Band 21, 1992, S. 363–378
- Semimartingales and Hedging in Incomplete Markets, Theory of Probability and its Applications, Band 37, 1992, S. 169–171
- Mean-Variance Hedging for General Claims, Annals of Applied Probability, Band 2, 1992, S. 171–179
- mit N. Hofmann, E. Platen: Option Pricing under Incompleteness and Stochastic Volatility, Mathematical Finance, Band 2, 1992, S. 153–187
- mit H. Föllmer:  A Microeconomic Approach to Diffusion Models for Stock Prices Mathematical Finance, Mathematical Finance, Band 3, 1993, S. 1–23, Erratum Band 4, 1994, S. 285
- Approximating Random Variables by Stochastic Integrals, Annals of Probability Band 22, 1994, 1536–1575
- Risk-Minimizing Hedging Strategies under Restricted Information, Mathematical Finance, Band 4, 1994, S. 327–342
- On the Minimal Martingale Measure and the Föllmer-Schweizer Decomposition, Stochastic Analysis and Applications, Band 13, 1995, S. 573–599
- Variance-Optimal Hedging in Discrete Time, Mathematics of Operations Research, Band 20, 1994, S. 1–32
- mit F. Delbaen, P. Monat, W. Schachermayer, C. Stricker: Weighted Norm Inequalities and Hedging in Incomplete Markets, Finance and Stochastics, Band 1, 1997, S. 181–227
- mit E. Platen: On Feedback Effects from Hedging Derivatives, Mathematical Finance, Band 8, 1998, S. 64–84